# Perdita alexi
Perdita alexi är en biart som beskrevs av Timberlake 1968. Perdita alexi ingår i släktet Perdita och familjen grävbin. Inga underarter finns listade i Catalogue of Life.